# Sofía Ingold
Sofía Ingold (* 10. November 2005) ist eine uruguayische Leichtathletin, die im Siebenkampf sowie im Hürdenlauf an den Start geht.

## Sportliche Laufbahn
Erste internationale Meisterschaftserfahrungen sammelte Sofía Ingold im Jahr 2022, als sie bei den U18-Südamerikameisterschaften in São Paulo mit 4454 Punkten den fünften Platz im Siebenkampf belegte. Im Jahr darauf gelangte sie bei den U20-Südamerikmameisterschaften in Bogotá mit 4422 Punkten auf Rang sieben um 2024 wurde sie bei den Hallensüdamerikameisterschaften in Cochabamba mit neuem U20-Südamerikarekord von 3346 Punkten Vierte im Fünfkampf. Zudem belegte sie dort in 9,12 s den vierten Platz im 60-Meter-Hürdenlauf und gewann mit der uruguayischen 4-mal-400-Meter-Staffel in 4:09,39 min gemeinsam mit Martina Coronato, Millie Díaz und María Pía Fernández die Silbermedaille hinter dem uruguayischen Team. Im August belegte sie bei den U20-Südamerikameisterschaften in Lima mit 4554 Punkten den fünften Platz im Siebenkampf. Anschließend musste sie ihren Wettkampf bei den U23-Südamerikameisterschaften in Bucaramanga vorzeitig beenden. Im Jahr darauf belegte sie bei den Hallensüdamerikameisterschaften in Cochabamba mit 2915 Punkten den vierten Platz im Fünfkampf. Ende April belegte sie bei den Südamerikameisterschaften in Mar del Plata mit 3500 Punkten den sechsten Platz im Siebenkampf und gelangte in der 4-mal-100-Meter-Staffel mit 50,14 s auf den sechsten Platz.
2024 wurde Ingold uruguayische Meisterin im Weitsprung.

## Persönliche Bestzeiten
- 100 m Hürden: 14,73 s (+2,0 m/s), 10. November 2023 in Asunción (uruguayischer U20-Rekord)
  - 60 m Hürden (Halle): 9,12 s, 28. Januar 2024 in Cochabamba
- Weitsprung: 5,72 m (+1,0 m/s), 8. Juni 2024 in San Carlos
- Siebenkampf: 4554 Punkte, 14. Juli 2024 in Lima (uruguayischer U20-Rekord)
  - Fünfkampf (Halle): 3346 Punkte, 27. Januar 2024 in Cochabamba (U20-Südamerikarekord)